# Quartier du Faubourg-du-Roule
Quartier du Faubourg-du-Roule är Paris 30:e administrativa distrikt, beläget i åttonde arrondissementet. Distriktet är uppkallat efter den tidigare byn Roule, som år 1811 ombildades till Quartier du Roule som år 1859 omskapades till Quartier du Faubourg-du-Roule.
Åttonde arrondissementet består även av distrikten Champs-Élysées, Madeleine och Europe.

## Sevärdheter
- Triumfbågen
- Saint-Philippe-du-Roule
- Cathédrale Saint-Alexandre-Nevsky
- Hôtel Salomon de Rothschild
- Place des Ternes
- Place Charles-de-Gaulle, tidigare Place de l'Étoile
- Place Beauvau

## Bilder
| - De fyra administrativa distrikten i Paris åttonde arrondissement. - Cathédrale Saint-Alexandre-Nevsky. - Place Charles-de-Gaulle med Triumfbågen. |

## Kommunikationer
- Tunnelbana – linje  – George V